# Yngve Torgny Brilioth

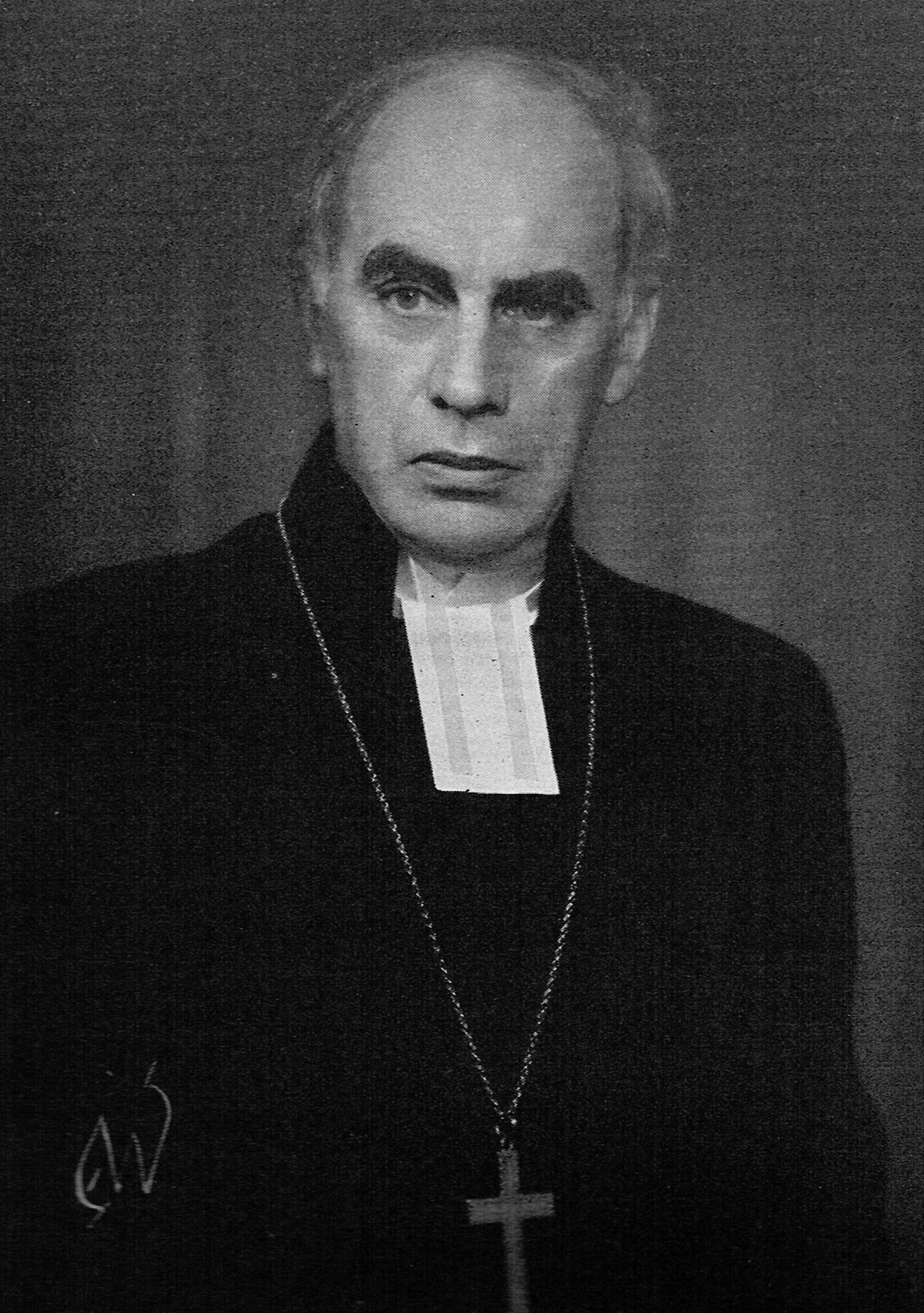
Yngve Brilioth 1950

Yngve Torgny Brilioth (* 12. Juli 1891 im Kirchspiel Västra Ed, Gemeinde Västervik; † 27. April 1959 in Uppsala) war ein schwedischer lutherischer Theologe.

## Leben
Brilioth studierte an der Universität Uppsala und wurde 1916 zum Doktor der Philosophie promoviert. Von 1914 bis 1918 arbeitete er als Sekretär bei Erzbischof Nathan Söderblom. Nach der Ordination 1918 wurde er 1919 Dozent für Kirchengeschichte an der Universität Uppsala, 1925 Professor an der schwedischsprachigen Åbo Akademi in Turku. Drei Jahre darauf berief ihn die Universität Lund zum Professor für Praktische Theologie wie auch zum Dompropst. Bischof in Växjö wurde er 1938. 1950 wurde er Erzbischof von Uppsala und amtierte bis zu seiner Emeritierung 1958 als höchster Repräsentant der Schwedischen Kirche.
Als Kirchenhistoriker beschäftigte Brilioth sich vorrangig mit der Geschichte des Mittelalters sowie der hochkirchlichen Oxford-Bewegung. Später schrieb er Monographien zur Geschichte der Abendmahlsfrömmigkeit und der Predigt. Ferner war er seit deren Gründung engagiert in der ökumenischen Bewegung für Glauben und Kirchenverfassung und wurde 1947 Vorsitzender der Bewegung, die 1948 als Kommission für Glauben und Kirchenverfassung in den Ökumenischen Rat der Kirchen (ÖRK) integriert wurde (bis 1956).

## Mitgliedschaften und Auszeichnungen
Brilioth war Mitglied etlicher wissenschaftlicher Gesellschaften, darunter der Königlich Schwedischen Akademie der Wissenschaften, der Königlichen Gesellschaft der Wissenschaften in Uppsala und der Kungliga Vitterhets Historie och Antikvitets Akademien. Die Universität Uppsala (1927), die University of Oxford (1933), die Åbo Akademi (1934), und die University of Glasgow (1935) zeichneten ihn mit Ehrendoktorwürden aus. 1955 wurde er Kommandeur mit Großkreuz des Nordstern-Ordens, 1956 erhielt er den Seraphinenorden.

## Familie
Brilioth war ein Sohn des Pfarrers Herman Brilioth. Einer seiner Brüder war der Journalist Börje Brilioth (1884–1968). Seit 1919 war er mit Brita Söderblom (1896–1989), einer Tochter seines Vorvorgängers Nathan Söderblom, verheiratet. Zu seinen Kindern gehören der Diplomat Lars-Olof Brilioth (1926–2015) und der Opernsänger Helge Brilioth.

## Werke (Auswahl)
- Den påfliga beskattningen af Sverige intill den stora schismen. Uppsala 1916.
- Nyanglikansk renässans. 1921 bis 1923. (The Anglican Revival: Studies in the Oxford Movement. London: Longmans, Green and Co., 1925)
- Nattvarden i evangeliskt gudstjänstliv. Stockholm 1926, 2. Auflage. 1951 (Eucharistic Faith and Practise. Evangelical and Catholic. London 1930)
- Svensk kyrkokunskap. Stockholm : Svenska Kyrkans Diakonistyrelse, 1933, 2. Auflage. 1946.
- Three Lectures on Evangelicalism and the Oxford Movement. Oxford: Oxford Univ. Press, 1934.
- Svenska kyrkans historia ; 2: Den senare medeltiden : 1274–1521. Stockholm 1941.
- Predikans historia. Lund 1945 (A brief history of preaching. Philadelphia, Fortress Press, 1965).
- Landmarks in the history of preaching. London, S.P.C.K., 1950.